# 舒賓

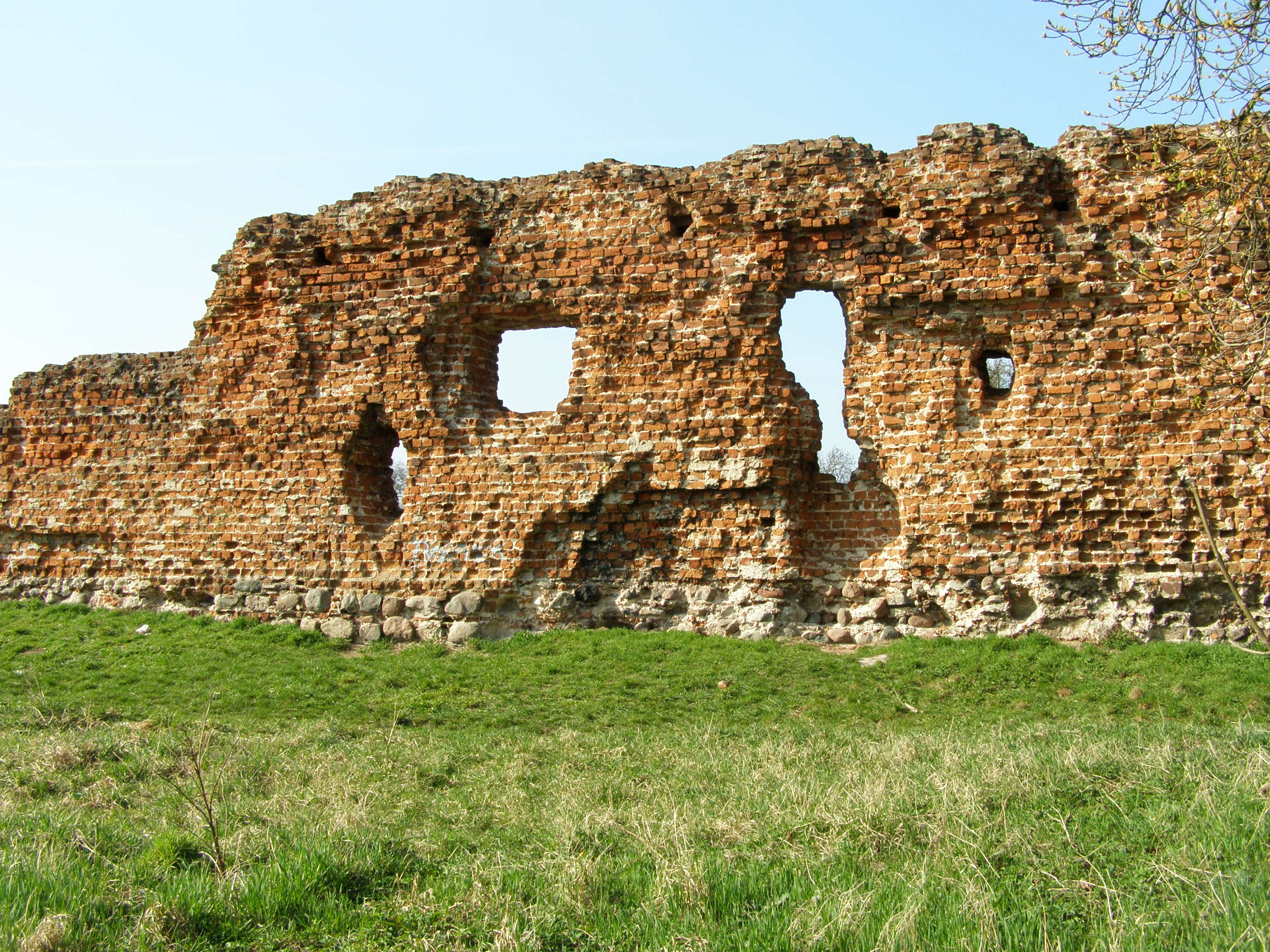

舒賓是波蘭的城鎮，位於該國北部，由庫亞維-波美拉尼亞省負責管轄，面積7.65平方公里，2006年人口9,326。在第二次瓜分波蘭中，該鎮在1773年被納入普魯士王國管治範圍。

## 外部連結
- town web page - in Polish.